# Turburea (okręg Vâlcea)
Turburea – wieś w Rumunii, w okręgu Vâlcea, w gminie Grădiștea. W 2011 roku liczyła 270 mieszkańców.